# Bislett Games 2016
I Bislett Games 2016 sono stati la 49ª edizione dell'annuale meeting di atletica leggera denominato Bislett Games, che ha luogo al Bislett Stadion di Oslo, il 9 giugno 2016. Il meeting è stato anche la settima tappa del più prestigioso circuito di atletica leggera al mondo IAAF Diamond League 2016.

## Programma[1]
| # | Orario | Specialità             |
| - | ------ | ---------------------- |
| 1 | 18:55  | Salto triplo           |
| 2 | 19:15  | Salto con l'asta       |
| 3 | 19:30  | Getto del peso         |
| 4 | 20:03  | 400 metri ostacoli     |
| 5 | 20:40  | Lancio del giavellotto |
| 6 | 20:45  | 5000 metri             |
| 7 | 21:20  | 100 metri              |
| 8 | 21:30  | Miglio                 |

| # | Orario | Specialità         |
| - | ------ | ------------------ |
| 1 | 18:20  | Lancio del disco   |
| 2 | 20:00  | Salto in alto      |
| 3 | 20:15  | 3000 metri siepi   |
| 4 | 20:35  | 400 metri          |
| 5 | 20:45  | Salto in lungo     |
| 6 | 21:12  | 100 metri ostacoli |
| 7 | 21:40  | 200 metri          |
| 8 | 21:50  | Miglio             |

     Specialità valide per la Diamond League

## Risultati[2]

### Uomini
| Specialità             |                   | Prestazione | 2º classificato         | Prestazione | 3º classificato     | Prestazione |
| 100 m                  | Andre De Grasse   | 10"07       | Michael Rodgers         | 10"09       | Dentarius Locke     | 10"12       |
| Miglio                 | Asbel Kiprop      | 3'51"48     | Elijah Motonei Manangoi | 3'52"04     | Taoufik Makhloufi   | 3'52"24     |
| 5000 m                 | Hagos Gebrhiwet   | 13'07"70    | Muktar Edris            | 13'08"11    | Yomif Kejelcha      | 13'08"34    |
| 400 m ostacoli         | Yasmani Copello   | 48"79       | Javier Culson           | 48"99       | Michael Tinsley     | 49"02       |
| Salto con l'asta       | Renaud Lavillenie | 5.80 m      | Shawn Barber            | 5.73 m      | Paweł Wojciechowski | 5.65 m      |
| Salto triplo           | Alexis Copello    | 16.90 m     | Teddy Tamgho            | 16.80 m     | Max Heß             | 16.69 m     |
| Getto del peso         | Joe Kovacs        | 22.01 m     | Konrad Bukowiecki       | 21.14 m     | Tomasz Majewski     | 20.54 m     |
| Lancio del giavellotto | Thomas Röhler     | 89.30 m     | Johannes Vetter         | 87.11 m     | Keshorn Walcott     | 86.35 m     |

     Atleti al primo posto della classifica di specialità

### Donne
| Specialità       |                         | Prestazione | 2º classificato    | Prestazione | 3º classificato        | Prestazione |
| 200 m            | Dafne Schippers         | 21"93 DLR   | Elaine Thompson    | 22"64       | Ivet Lalova-Collio     | 22"78       |
| 400 m            | Stephenie Ann McPherson | 51"04       | Natasha Hastings   | 51"38       | Novlene Williams-Mills | 51"66       |
| Miglio           | Faith Kipyegon          | 4'18"60     | Laura Muir         | 4'19"12     | Meraf Bahta            | 4'25"26     |
| 100 m ostacoli   | Brianna Rollins         | 12"56       | Dawn Harper-Nelson | 12"75       | Jasmin Stowers         | 12"79       |
| 3000 m siepi     | Hyvin Kiyeng            | 9'09"57     | Sofia Assefa       | 9'18"53     | Etenesh Diro           | 9'19"40     |
| Salto in alto    | Ruth Beitia             | 1.90 m      | Tonje Angelsen     | 1.85 m      | Michaela Hrubá         | 1.85 m      |
| Salto in lungo   | Ivana Španović          | 6.94 m      | Christabel Nettey  | 6.68 m      | Shara Proctor          | 6.67 m      |
| Lancio del disco | Sandra Perković         | 67.10 m     | Nadine Müller      | 63.09 m     | Denia Caballero        | 62.65 m     |

     Prestazione che stabilisce il nuovo record del meeting.
     Atlete al primo posto della classifica di specialità.